# Ehud Hrushovski
Ehud Hrushovski (en hébreu : אהוד הרושובסקי),  né le 30 mars 1959, est un mathématicien israélien spécialiste de  logique mathématique, et notamment de théorie des modèles.

## Carrière
Hrushovski obtient en 1986 un Ph. D. sous la direction de Leo Harrington à l'University of California, Berkeley (titre de la thèse : « Contributions to stable model theory »). Il est d'abord professeur de mathématiques au Massachusetts Institute of Technology jusqu'en 1998 puis professeur à l'Université hébraïque de Jérusalem. Il est aussi professeur invité à l'université Yale. Hrushovski devient en  2017 Merton Professor of Mathematical Logic  à l'université d'Oxford.

## Travaux
Hrushovski travaille en théorie des modèles et ses applications à la géométrie et la théorie des nombres (« théorie géométrique des modèles ». Avec  Boris Zilber, il a introduit les géométries de Zariski. Il a démontré la conjecture de Mordell-Lang pour des corps de fonctions en caractéristique quelconque. Cette conjecture (nommée d'après Serge Lang et Louis Mordell) généralise la conjecture de Mordell et la conjecture de Manin-Mumford et concerne des propriétés de finitude sur l'intersection d'une sous-variété d'une variété semi-abélienne avec un sous-groupe de rang fini.

## Prix et distinctions
Hrushovski est membre de l'Académie américaine des arts et des sciences et, depuis 2008, membre de l'Académie israélienne des sciences et lettres. Il a été conférencier invité au congrès international des mathématiciens (ICM) à Kyoto en 1990 (titre de la conférence : Categorical structures) et conférencier plénier au congrès international des mathématiciens (ICM) en 1998 à Berlin (titre de la conférence : Geometric Model Theory).
Hrushovski a reçu deux fois le prix Karp, une première fois en 1993 avec Alex Wilkie pour ses contributions sur la théorie géométrique de la stabilité, une deuxième fois en 1998 pour ses travaux sur la conjecture de Mordell-Lang. En 1994, il est lauréat du prix Erdős de l'Union mathématique d’Israël. Il est Gödel Lecturer (2007) et Tarski Lecturer (1996).
Il a reçu le Prix Rothschild en sciences en 1998, a été Senior Scholar (chercheur sénior) en 2013-2014 à l'Institut de mathématiques Clay. Il est lauréat de la Chaire d'Excellence de la FSMP en 2015.
Il est élu Fellow de la Royal Society en 2020.
Il partage avec Noga Alon le Prix Shaw de sciences mathématiques en 2022.

## Publications
- Ehud Hrushovski, « The Mordell-Lang conjecture for function fields », J. Amer. Math. Soc., vol. 9,‎ 1996, p. 667-690 (DOI 10.1090/S0894-0347-96-00202-0, MR 1333294, lire en ligne).
- Ehud Hrushovski et Boris Zilber, « Zariski geometries », Journal of the American Mathematical Society, vol. 9,‎ 1996, p. 1-56 (DOI 10.1090/S0894-0347-96-00180-4, MR 1311822, lire en ligne).

- Gregory Cherlin et Ehud Hrushovki, Finite structures with few types, Princeton, NJ, Princeton University Press, coll. « Annals of Mathematics Studies » (no 152), 2003, vi+193 (ISBN 0-691-11331-9, présentation en ligne)[7].

- Ehud Hrushovski et François Loeser, Non-archimedean tame topology and stably dominated types, Princeton University Press, coll. « Annals of Mathematics Studies » (no 192), 2016, vii +  216 (ISBN 978-0-691-16169-3, 978-0-691-16168-6 et 978-1-400-88122-2, zbMATH 1365.14033, arXiv 1009.0252)